# Choctaw Stadium
Le Choctaw Stadium (anciennement connu comme The Ballpark in Arlington, Ameriquest Field in Arlington et Rangers Ballpark in Arlington, surnommé The Ballpark, The Temple, et The Globe) est un stade de baseball situé à Arlington dans la banlieue de Dallas au Texas.
Depuis 1994, ses locataires sont les Rangers du Texas, une franchise de baseball évoluant en Ligue majeure de baseball et qui jouait autrefois au Arlington Stadium. Sa capacité est de 48 114 places dont 126 suites de luxe et 5 704 sièges de club.

## Histoire

Ancien logo

Ouvert en 1994, le Globe Life Park in Arlington est un stade de baseball comportant un mélange de vieux et de moderne. Les Rangers du Texas ont commencé à désirer un nouveau stade vers la fin des années 1980. Le 24 octobre 1990, un accord entre les Rangers et la ville d'Arlington a été conclu pour sa construction. Édifié à juste 400 mètres du Arlington Stadium (démoli en 1994), l'ancien stade des Rangers, les travaux ont commencé le 24 avril 1992. Il fallut seulement 23 mois pour que le stade soit accompli et ses concepteurs étaient les firmes David M. Schwarz Architectural Services (basé à Washington, DC) et HKS, Inc. (basé à Dallas). Son coût de construction est estimé à $191 millions de dollars, dont 71 % de financement public soit $135 millions et 29 % de financement privé avec les $56 millions restant payés par les propriétaires des Rangers. C'est le 28 septembre 1993 que le nom du bâtiment est dévoilé, il fut nommé The Ballpark in Arlington. Le stade fut inauguré le 1er avril 1994 lors d'un match de gala entre les Rangers du Texas et les New York Mets. À l'origine appelé The Ballpark in Arlington, les Rangers du Texas ont joué leur premier match de saison au stade le 11 avril 1994 contre les Milwaukee Brewers. De 1994 à mai 2004, le terrain portait le nom de The Ballpark in Arlington. Mais le 7 mai 2004, Tom Hicks, le propriétaire de la franchise des Rangers du Texas annonça avoir négocié les droits d'appellation du stade avec Ameriquest Mortgage (en) qui les acheta $75 millions de dollars pour 30 ans, donnant son nom courant, Ameriquest Field in Arlington. En tant qu'élément de ce contrat, Ameriquest a placé une grande cloche (la Ameriquest Bell, dans la forme du logo de d'Ameriquest) dans le stade, qui sonne lors des home runs et des débuts de match. Cette cloche a remplacé ce qui était la Section 201, réduisant légèrement la capacité du stade.
En 1995, le Match des étoiles de la Ligue majeure de baseball 1995 eu lieu dans cette enceinte. Il a aussi accueilli le premier Interleague play en MLB le 12 juin 1997, quand les Rangers du Texas jouèrent contre les San Francisco Giants.
Le 28 juillet 2006, les Rangers ont joué leurs 1000e matchs dans le stade. Des articles du The Dallas Morning News ont commencé à suggérer que le stade aurait été mieux en ayant un dôme ou un toit rétractable, ceci dû à la chaleur du Texas (tout comme le Minute Maid Park des Astros de Houston).
Le lundi 19 mars 2007, les Rangers du Texas ont divisé leur rapport avec Ameriquest Mortgage et ont annoncé que le stade serait renommé Rangers Ballpark in Arlington[réf. nécessaire].
La franchise de rugby à XV des Jackals de Dallas y élisent domicile en vue de la saison 2021 de Major League Rugby.

## Description
Les Rangers ont choisi de construire un stade de style rétro tel que le Oriole Park at Camden Yards de Baltimore et le Jacobs Field de Cleveland. Cependant, le Ameriquest Field in Arlington a été construit sur un des vieux parkings du Arlington Stadium en banlieue contrairement à ces stades qui ont été bâtis dans les centre-ville bondés. De l'extérieur à l'intérieur beaucoup d'idées provenant des autres stades de baseball passés ont été employées dans le Ameriquest Field. Il ressemble au Ebbets Field avec sa façade en briques rouges et ses voûtes. Une fois à l'intérieur du stade, le Walk of Fame contenant l'information et la liste des joueurs de toutes les équipes des Rangers entoure le stade entier. Le Ameriquest Field est le seul stade de baseball rétro construit qui est enfermé avec plus de 48 000 sièges et un complexe de bureaux de quatre étages. Les "bleachers" du vieux Arlington Stadium entourent le hors-champ sur une pente herbeuse dans le centerfield. Le Ameriquest Field a beaucoup de dispositifs modernes comprenant 120 suites de luxe divisées en deux rangées, avec chaque suite appelée d'après le nom d'un joueur All-Star de la MLB. L'écran géant video principal est situé au-dessus du porche de homerun dans le right field. Beaucoup d'agréments peuvent être trouvés au stade comprenant le Legends Museum qui contient les évènements mémorables du baseball provenant du Baseball Hall of Fame et du Coca-Cola Sports Park. Situé dans le cœur du Texas, la chaleur de l'été est souvent un fait aux matches des Rangers.

## Événements
- Match des étoiles de la Ligue majeure de baseball 1995, 11 juillet 1995
- Match interligue (Interleague play), 12 juin 1997
- Big 12 Baseball Tournament, 2002 et 2004
- Série de championnat de la Ligue américaine de baseball 2010
- Série mondiale 2010
- Série de championnat de la Ligue américaine de baseball 2011
- Série mondiale 2011

## Dimensions
- Left Field Line - 332 pieds (102 mètres)
- Left Field Jog - 354 ft (108 m)
- Left-Center - 390 ft (119.0 m)
- Deep Left-Center - 404 ft (123 m)
- Center Field - 400 ft (122 m)
- Deep Right-Center - 407 ft (124 m)
- Right-Center - 377 ft (115 m)
- Right-Center Jog - 381 ft (116 m)
- Right Field Jog - 349 ft (106 m)
- Right Field Line - 325 ft (99 m)
- Backstop - 60 ft (18 m)

## Galerie

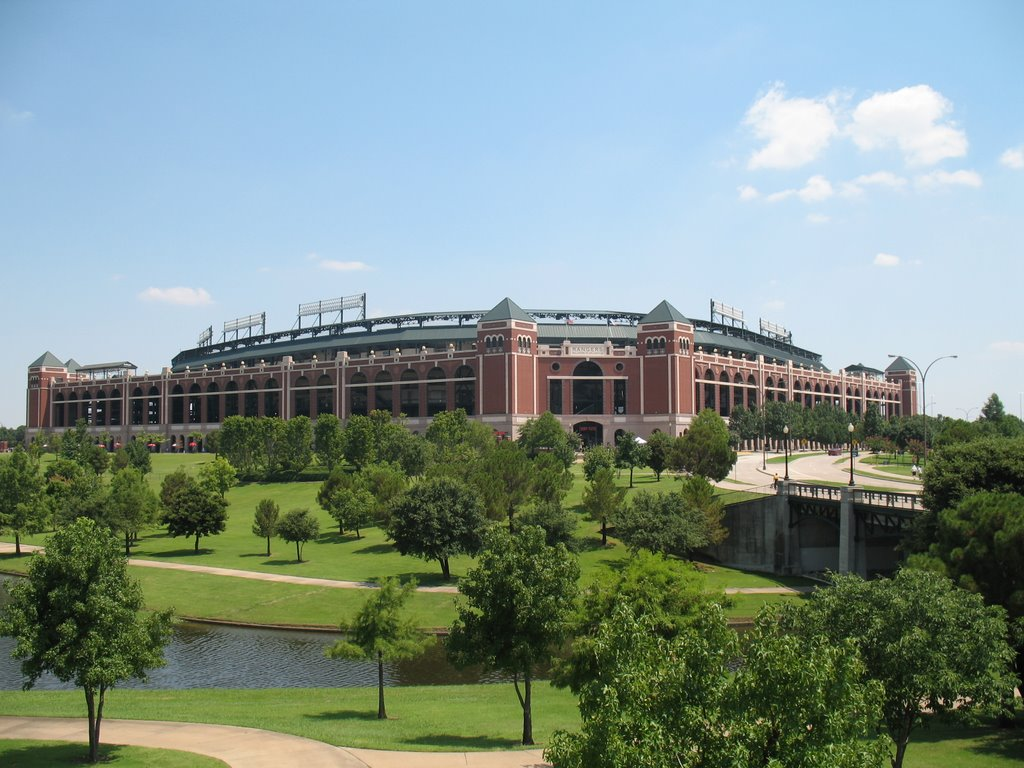
Globe Life Park
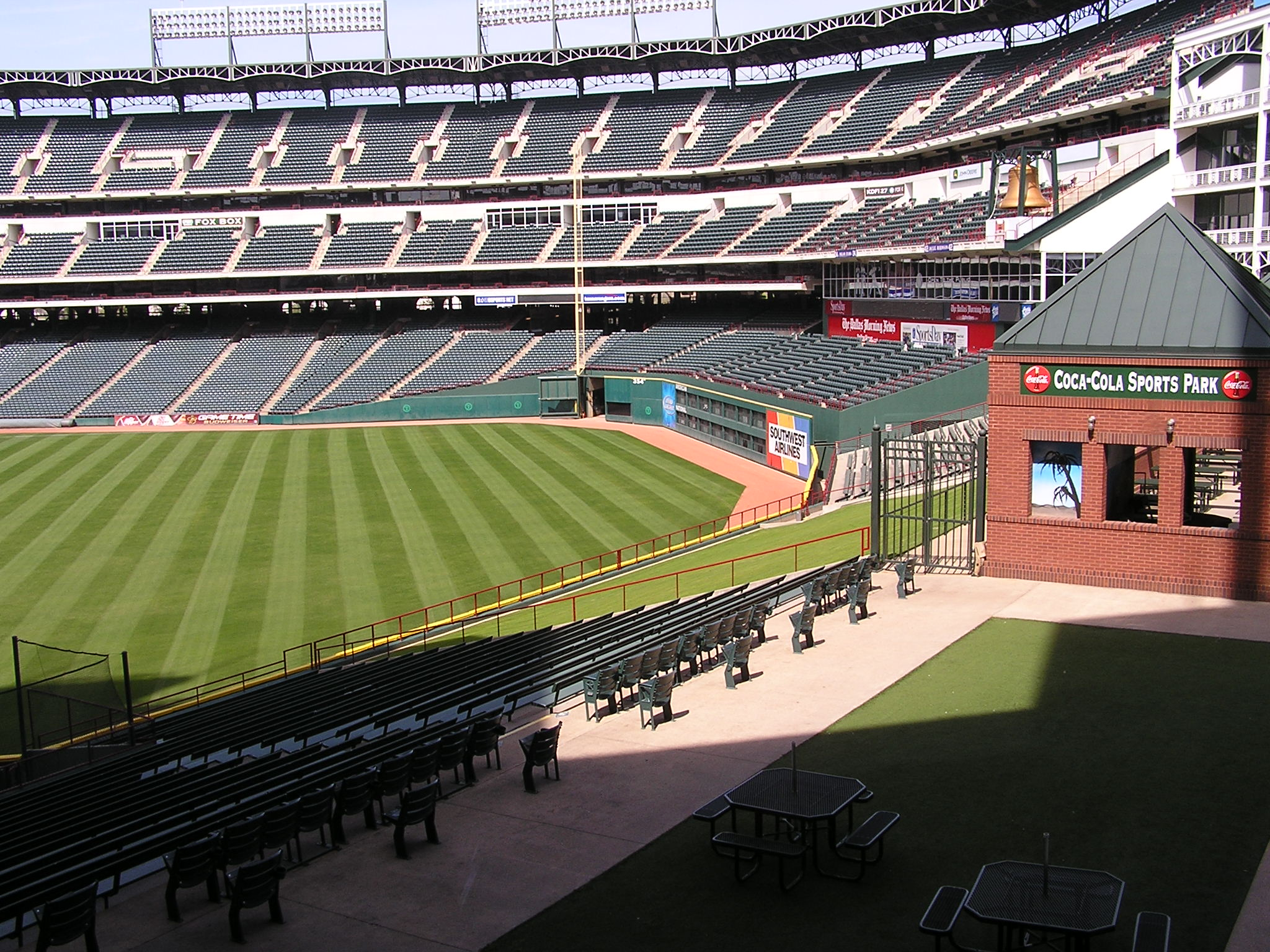
Tribune
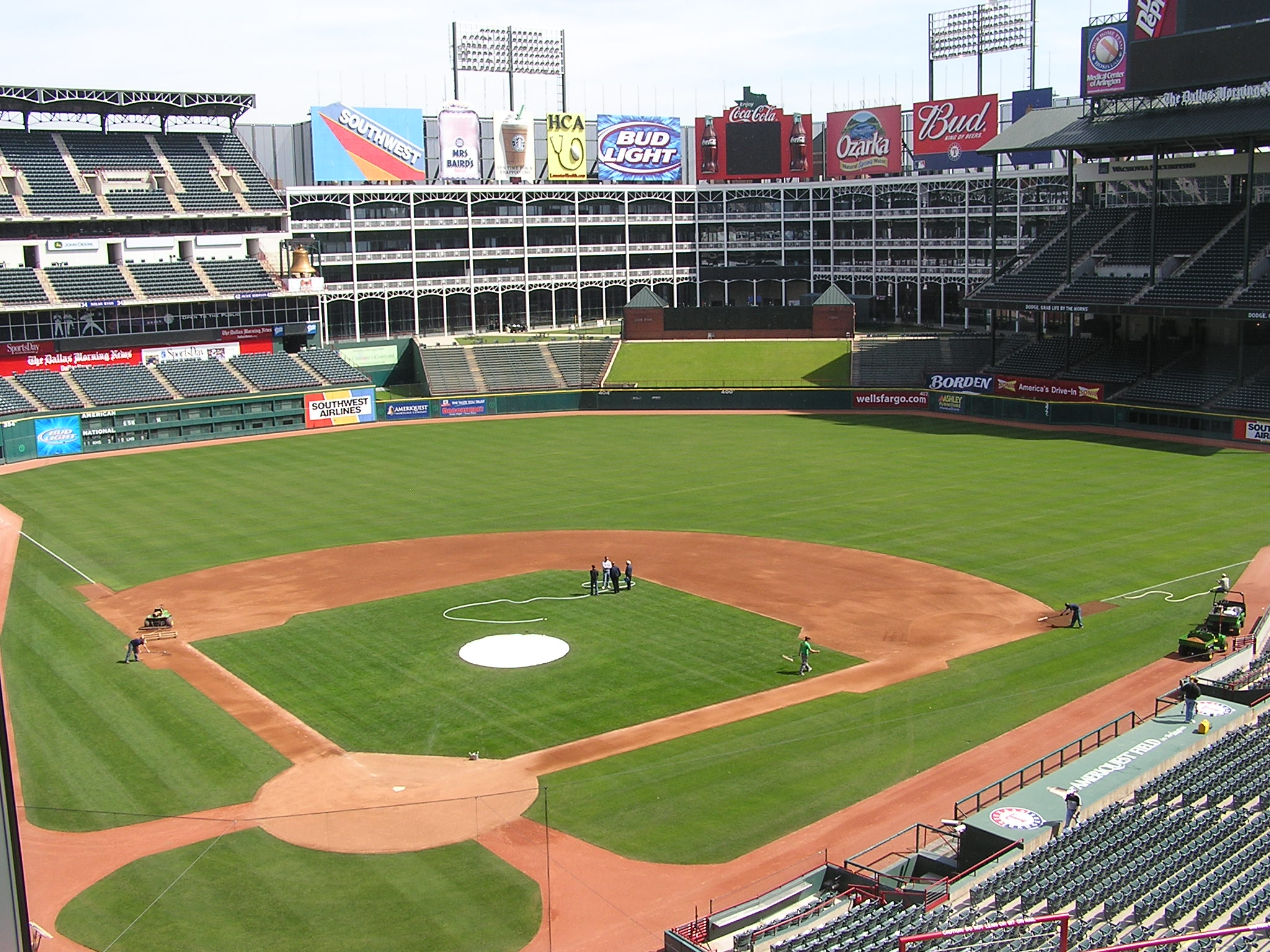
Terrain
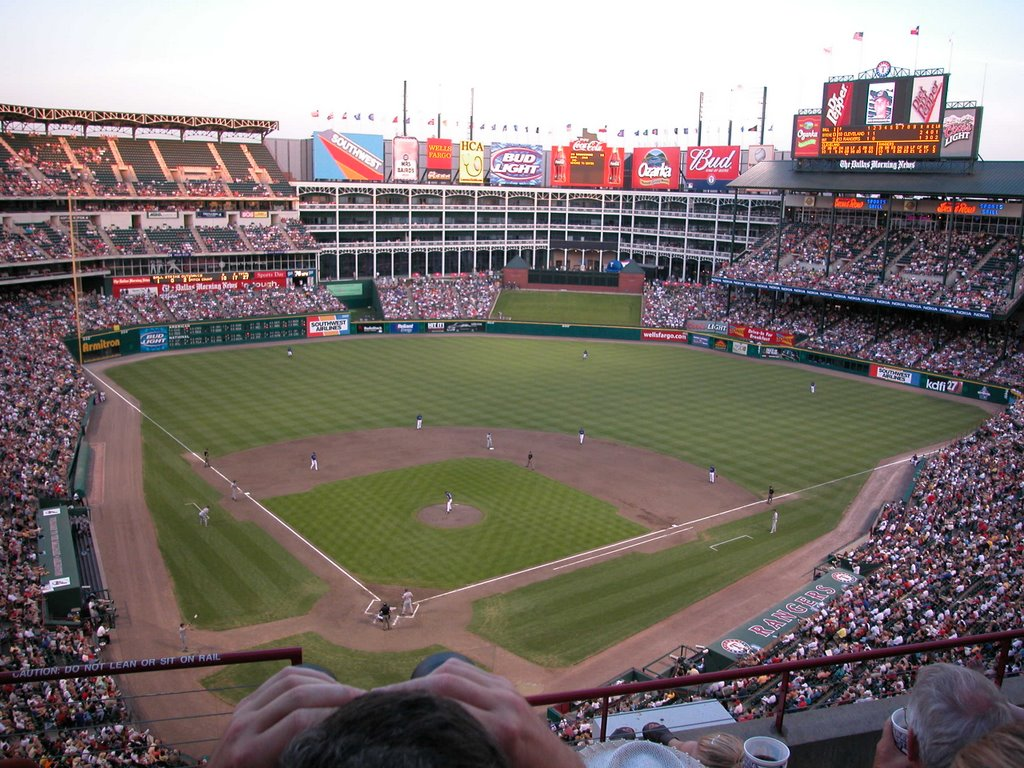
Match des Rangers
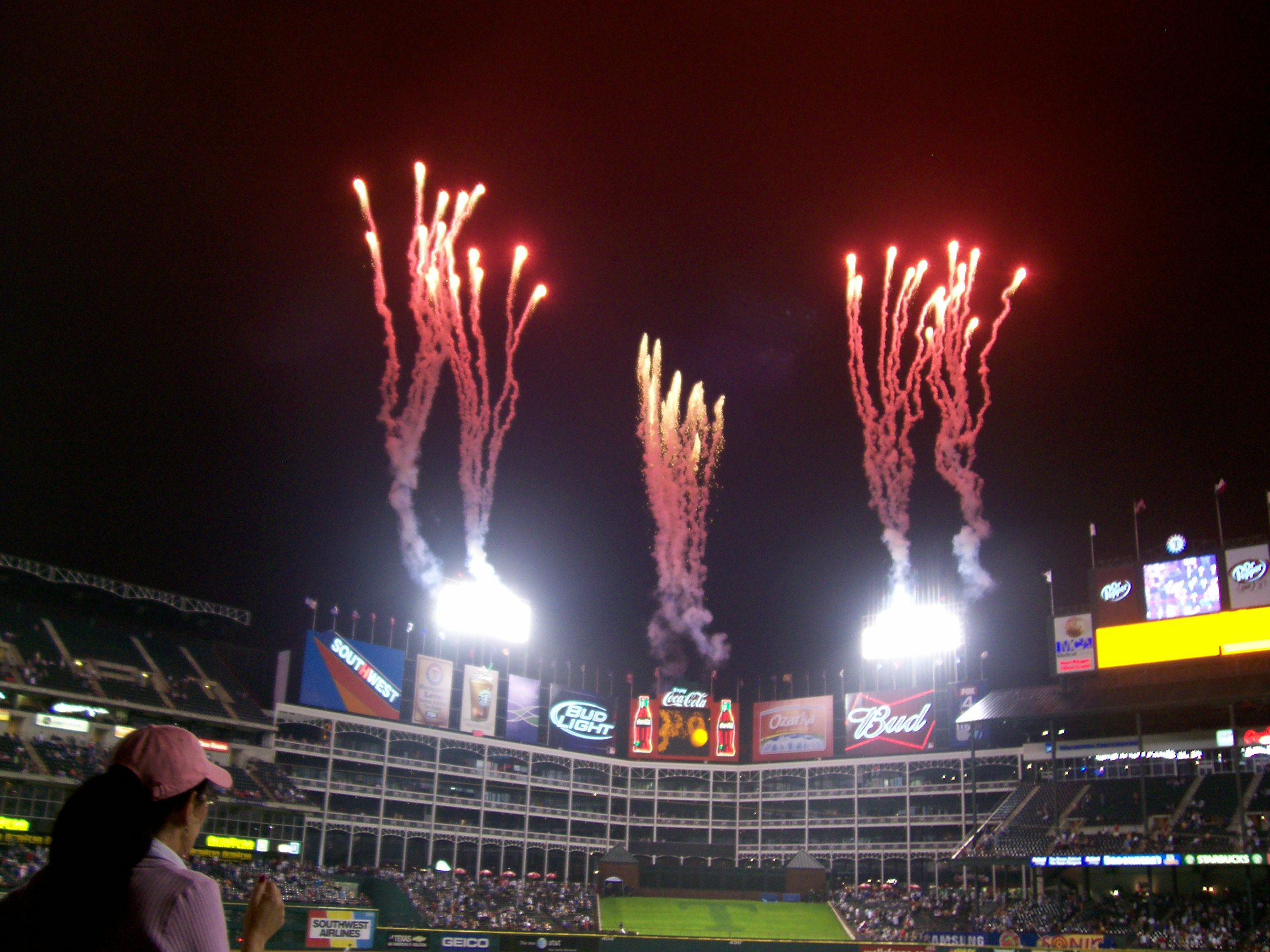
Feu d'artifice
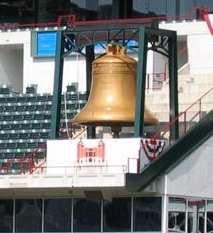
Ameriquest Bell
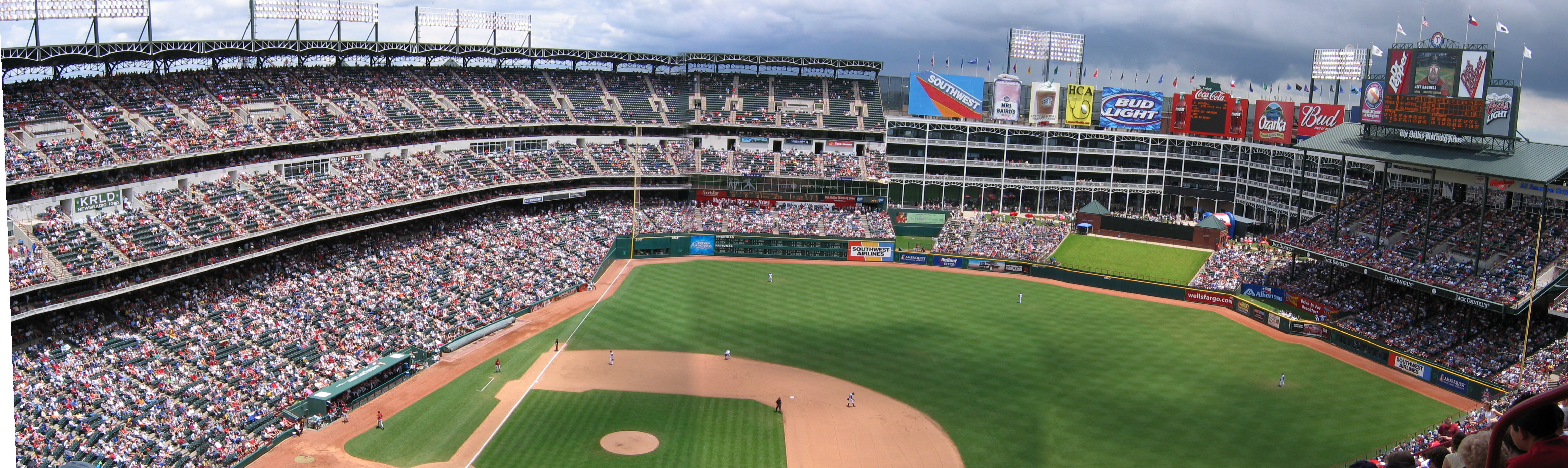
Panorama
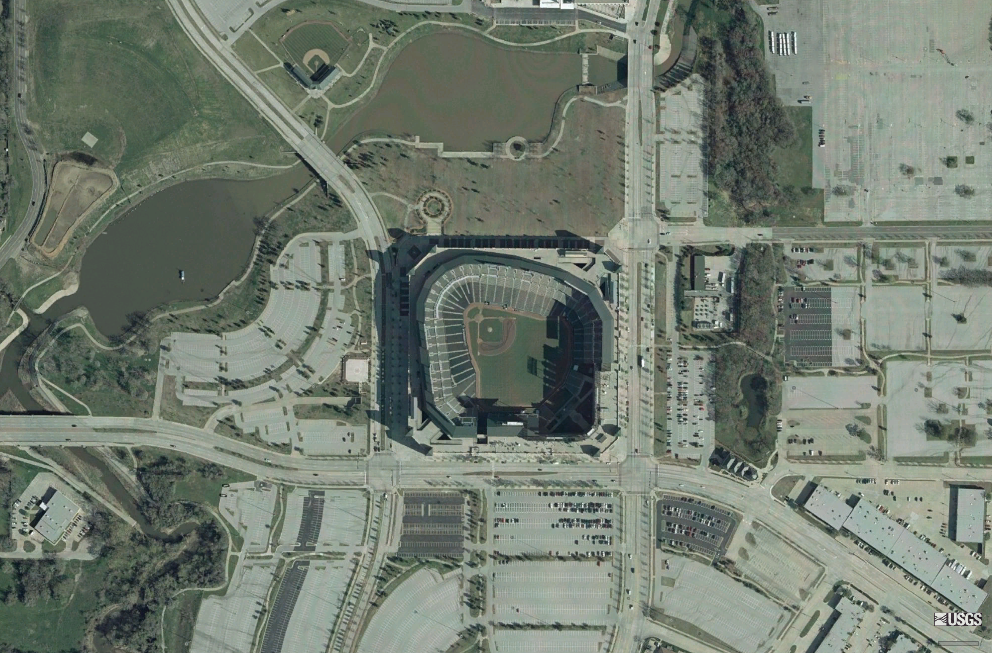
Image satellite